# Adelheid von Löwen

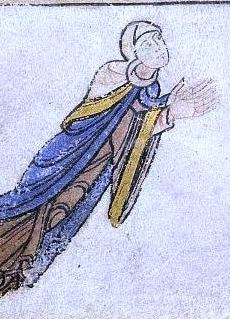
Detail eines Shaftesbury Manuskripts, das höchstwahrscheinlich Adelheid von Löwen darstellt

Adelheid von Löwen (Adeliza of Louvain; auch Adelicia, Adela oder Aleidis; * um 1103 in Löwen; † 23. April 1151 in der Abtei Affligem, heutiges Belgien) war von 1121 bis 1135 Königsgemahlin von England. Sie war die zweite Gattin von König Heinrich I.

## Leben
Adelheid von Löwen wurde als älteste Tochter von Gottfried I. dem Bärtigen, Herzog von Niederlothringen, Graf von Löwen sowie Landgraf von Brabant, und dessen erster Gemahlin Ida von Namur, in Löwen geboren. Sie stammte damit väterlicher- und mütterlicherseits von Karl dem Großen ab. Ihr Vater war ein Verbündeter des Kaisers Heinrich V. Adelheids Geburtsjahr ist nicht überliefert, sondern wird auf etwa 1103 geschätzt, da sie von den Quellen zum Zeitpunkt ihrer Heirat mit König Heinrich I. von England 1121 als puella (Mädchen) bezeichnet wird und nach 1135 noch sieben Kinder gebar. Zu ihren Geschwistern gehörte u. a. Gottfried II., der seinem Vater 1139 als Graf von Löwen und Landgraf von Brabant folgte. Nach dem übereinstimmenden Zeugnis der Chronisten, u. a. von Heinrich von Huntingdon, war Adelheid, über deren frühe Ausbildung nichts bekannt ist, eine außerordentlich schöne Frau. Die Troubadoure besangen sie als The Fair Maid of Brabant.

### Heirat mit Heinrich I. von England
Pläne für Adelsheid Vermählung mit dem verwitweten König Heinrich I. gab es vielleicht bereits vor dem am 25. November 1120 erfolgten Tod von Heinrichs einzigem legitimem Sohn William Ætheling beim Untergang des Weißen Schiffs. Jedenfalls beschleunigte Heinrichs nunmehriger Bedarf, einen neuen männlichen Erben zu produzieren, dieses Heiratsprojekt. Laut dem englischen Historiker und Theologen Eadmer waren Heinrichs Ratgeber überzeugt, dass sich Adelheid nicht nur wegen ihrer Attraktivität, sondern auch wegen ihrer Moral und ihres Charakters der ihr zugedachten Rolle einer englischen Königin als würdig erweisen werde. Möglicherweise war Heinrichs einzige noch lebende Tochter aus seiner ersten Ehe, Matilda, an der Anbahnung seiner zweiten Heirat beteiligt, da sie zu dieser Zeit mit ihrem Vater in enger Verbindung stand. Die Heirat des etwa 52-jährigen Königs Heinrich I. mit der ungefähr 18-jährigen Adelheid fand am 24. Januar 1121 in Windsor Castle statt.

### Englische Königin
Die junge Königin begleitete ihren Gemahl in der Folge anscheinend häufig auf dessen Reisen – so etwa 1125, 1129 und wahrscheinlich auch 1131 in die Normandie –, wohl um die Chancen zur Zeugung eines Kindes zu erhöhen. Trotz dieses Umstands und der zweifellos gegebenen Zeugungsfähigkeit beider Ehepartner blieb die fast 15 Jahre andauernde Ehe kinderlos. Hildebert von Lavardin, Bischof von Le Mans, tröstete Adelheid deswegen in einem brieflichen Schreiben.
Im Gegensatz zu Edith von Schottland, der ersten Gattin Heinrichs I., trat Adelheid politisch sehr selten in Erscheinung. Sie beglaubigte nur wenige Urkunden ihres Gemahls, spielte keine Rolle im Beratungsgremium des Königs und fungierte nie als Regentin. Als Morgengabe erhielt sie ausgedehnte, von ihr verwaltete Güter, u. a. die Grafschaft Shropshire sowie Queenhithe in London. Auch verfügte sie über einen eigenen Haushalt, wobei einige Mitglieder ihres Personals aus Lothringen mitgekommen waren. Ihre beiden ersten Kanzler stiegen in den Rang hoher Prälaten auf: Godfrey wurde 1123 Bischof von Bath und Simon 1125 Bischof von Worcester. Ihrem Bruder Joscelin von Löwen übereignete sie ein großes Landgut, Petworth, in Sussex, das von dem ihr gehörigen Arundel Castle abhängig war.
Adelheid war kulturell gebildet, zeigte eine besondere Vorliebe für Literatur und tat sich am englischen Hof als Patronin französischer Lyrik hervor. So förderte sie den anglonormannischen Dichter Philippe de Thaon, der ihr sein aus dem Lateinischen übersetztes Bestiaire (Bestiarium) widmete. Geoffroy Gaimar deutet an, dass sie den Poeten David mit der Abfassung einer heute verlorenen Biographie über Heinrichs Leben in Gedichtform beauftragte.

### Witwenschaft, Wiederverheiratung und späte Jahre
Als ihr Gemahl am 1. Dezember 1135 verstarb, verbrachte Adelheid zuerst eine Zeit lang im Benediktinerkloster Wilton Abbey bei Salisbury. Sie war auch anwesend, als Heinrich am ersten Jahrestag seines Todes in der Reading Abbey beigesetzt wurde. Um dieselbe Zeit gründete sie ein dem heiligen Ägidius geweihtes Hospital für Leprakranke in Fugglestone St Peter in Wiltshire.
Um 1138 heiratete Adelheid William d’Aubigny, der dem Hofstaat König Heinrichs I. angehört hatte. Zusammen lebten sie im Arundel Castle, das an der Küste von Sussex gelegen war und zum Besitz der Königinwitwe zählte. König Stephan ernannte Adelheids zweiten Gemahl um 1139 zum Earl of Lincoln und um Weihnachten 1141 zum Earl of Arundel. Adelheid und William bekamen sieben das Erwachsenenalter erreichende Kinder: Reynor, Henry, Geoffrey, Olivia, Agatha, Alice und William, der später der 2. Earl of Arundel wurde.
Zwar ist nicht viel über Adelheids Verhältnis zu ihrer Stieftochter Matilda bekannt, doch nahm sie jedenfalls an jener Zeremonie teil, während derer Heinrich I. Matilda offiziell zu seiner mutmaßlichen Thronerbin ernannte, da der Chronist John of Worcester angibt, dass die Königin der Tochter des Königs den Treueeid geschworen habe. Als Matilda am 30. September 1139 in Sussex landete, um ihren Anspruch auf den englischen Thron im Machtkampf gegen König Stephan durchzusetzen, fand sie zunächst Aufnahme bei Adelheid und William d’Aubigny in Arundel Castle. Allerdings war Adelheids zweiter Gatte ein entschiedener Unterstützer König Stephans. Laut dem zeitgenössen Historiker Wilhelm von Malmesbury, der dem Haus Anjou nahestand, hatte Adelheid ihrer Stieftochter angeblich durch in die Normandie entsandte Boten sicheren Aufenthalt versprechen lassen; sie lieferte dann aber, als König Stephan Arundel Castle belagerte, Matilda an diesen aus. John of Worcester entschuldigt Adelheids Handlungsweise mit ihrer Angst vor dem König und dem möglichen Verlust ihrer großen Besitzungen in England. Er erwähnt auch Adelheids Rechtfertigung gegenüber König Stephan, dem sie geschworen habe, dass seine Feinde nicht auf ihren Rat nach England gekommen wären, sondern dass sie ihnen nur als ranghohen Persönlichkeiten, die ihr einst nahegestanden hätten, Gastfreundschaft gewährt habe. Adelheid erreichte in der Folge, dass König Stephan Matilda in ritterlicher Manier zu ihrem Halbbruder Robert, 1. Earl of Gloucester nach Bristol geleiten ließ. Während der weiteren kriegerischen Auseinandersetzungen zwischen König Stephan und Matilda standen Adelheid und William d’Aubigny stets treu an der Seite des Ersteren.
Adelheid gründete u. a. die kleine Priorei Pynham in Sussex und spendete während ihrer zweiten Ehe auch größere Summen an die Kirche, besonders an die Reading Abbey, in der ihr erster Gemahl bestattet wurde. Diesem Kloster ließ sie u. a. ab 1136 eine jährliche Summe von 100 Shillings aus ihren Einkünften von Queenhithe zukommen. Weitere Schenkungen machte sie der in Sussex gelegenen Boxgrove Priory sowie der Kathedrale von Chichester, der sie 1150 die Pfründe West Dean übereignete.
1150 verließ Adelheid ihren zweiten Gatten und verbrachte ihr letztes Lebensjahr in der Abtei Affligem in Flandern. Ihr Bruder Heinrich hatte ebenfalls in diesem Kloster gelebt, in dem sie 1151 im Alter von etwa 48 Jahren verstarb. Der Ort ihrer Grabstätte ist ungewiss. Laut den Annalen von Margam wurde sie in der Abtei Affligem beigesetzt, nach einer Schenkungsurkunde ihres Bruders Joscelin hingegen in der Reading Abbey.